# Свети Атанасий (Цер)
Вижте пояснителната страница за други значения на Свети Атанасий.
„Свети Атанасий“ (на македонска литературна норма: „Свети Атанасиј“) е възрожденска църква в кичевското село Цер, Република Македония. Църквата е част от Кичевското архиерейско наместничество на Дебърско-Кичевската епархия на Македонската православна църква – Охридска архиепископия.
Църквата е разположена в източната част на селото. Изградена е в 1863 година при управлението на владиката Мелетий Преспански и Охридски. Има красив възрожденски иконостас.